# Michail Kočkin
Michail Vasil'evič Kočkin (in russo Михаил Васильевич Кочкин?; 7 ottobre 1979) è un ex biatleta russo.

## Biografia
Nato in Kamčatka, in Coppa del Mondo ha ottenuto il primo risultato di rilievo 11 febbraio 2000 a Östersund (36°) e il primo podio il 9 dicembre 2000 a Pokljuka/Anterselva (3°).
In carriera ha preso parte a un'edizione dei Campionati mondiali, Pokljuka 2001 (29° nell'individuale).

## Palmarès

### Mondiali juniores
- 2 medaglie:
  - 1 argento (inseguimento a Pokljuka 1999)
  - 1 bronzo (sprint a Pokljuka 1999)

### Coppa del Mondo
- Miglior piazzamento in classifica generale: 26º nel 2002
- 2 podi (1 individuale, 1 a squadre[1]):
  - 2 terzi posti